# Ålstensgatan (Nockebybanan)
Ålstensgatan är en hållplats på Nockebybanan vid korsningen Ålstensgatan och Bergviksvägen i  stadsdelen Ålsten i södra Bromma, Västerort.

## Historik

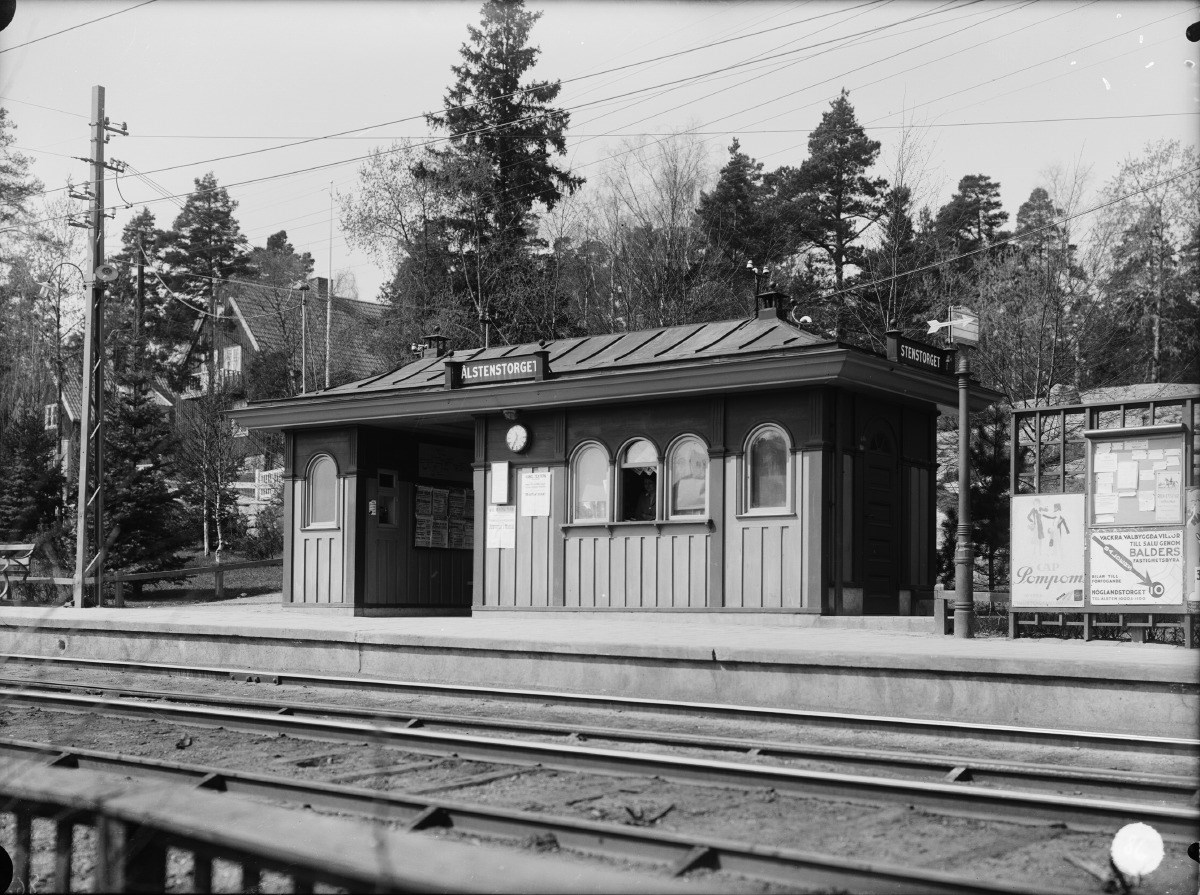
"Ålstenstorget" 1931.

Föregångare till nuvarande station var en hållplats på Stockholms spårväg linje 12. Banan för 12:ans spårvagn byggdes successivt ut västerut. 1923 förlängdes den till Smedslätten (Smedslättstorget), 1924 till Ålstensgatan där hållplatsen fick namnet Ålstenstorget och fram till Ålstens gård, 1926 till Höglandstorget och 1929 till Källviken vid Nockeby. Namnet Nockebybanan användes inte det första decenniet utan linjen kallades tillsammans med Ulvsundabanan för "Brommabanan". Avståndet från Ålstensgatans hållplats till Alviks tunnelbanestation är 2,9 kilometer. 
En prominent resenär på Tolvan var förre statsministern Per Albin Hansson. Han var bosatt på Ålstensgatan nummer 40, ett av radhusen som sedermera skulle kallas Per-Albinhusen och tog dagligen spårvagnen till Tegelbacken. Det var även vid denna hållplats han segnade ihop och avled i en hjärtinfarkt den 6 oktober 1946, efter en spårvagnsresa från city.